# Toshiyuki Takagi
Toshiyuki Takagi (født 25. maj 1991) er en japansk fodboldspiller, som spiller for den japanske fodboldklub Cerezo Osaka.